# Terremoto de Sanriku de 1896
El terremoto de Sanriku de 1896 fue uno de los eventos sísmicos más destructivos en la historia de Japón.El terremoto de magnitud 8,5 se produjo a las 19:32 hora local del 15 de junio de 1896, aproximadamente a 166 kilómetros de la costa de la prefectura de Iwate, Honshu. Produjo dos olas de tsunami que destruyeron unas 9.000 viviendas y provocaron al menos 22.000 muertes.Las olas alcanzaron una altura récord de 38,2 metros; esta seguiría siendo la más alta registrada hasta que las olas del terremoto de Tōhoku de 2011 excedieron esa altura en más de 2 metros.
Según los registros del tsunami, la magnitud estimada del tsunami es de 8,2,mucho mayor de lo esperado para la magnitud sísmica estimada a partir de la intensidad sísmica observada de 7,2.Este terremoto ahora se considera parte de una clase distinta de eventos sísmicos, el terremoto tsunami.

## Geología
El epicentro se encuentra justo al oeste de la Fosa de Japón, la expresión superficial de la zona de subducción que se inclina hacia el oeste. La fosa forma parte del límite convergente entre las placas del Pacífico y Euroasiática.

### Magnitud
La inusual disparidad entre la magnitud del terremoto y el posterior tsunami puede deberse a una combinación de factores:
1. el tsunami fue causado por el derrumbe de una pendiente provocado por el terremoto.
2. la velocidad de ruptura fue inusualmente baja.
Los científicos creen que el efecto del sedimento subducido debajo de la cuña de acreción fue responsable de una velocidad de ruptura lenta. Se encontró que los efectos de una falla de inmersión de 20° a lo largo de la parte superior de la placa de subducción coincidían tanto con la respuesta sísmica observada como con el tsunami, pero requirieron un desplazamiento de 10,4 metros.El desplazamiento se redujo a un valor más razonable después de que se consideró el levantamiento adicional causado por la deformación de los sedimentos en la cuña y un buzamiento de falla menos profundo de 10°. Este modelo de falla revisado arrojó una magnitud de 8,0 a 8,1. Una cifra mucho más cercana a la magnitud real estimada del tsunami.También se ha estimado para este evento una magnitud de 8,5 en la escala de magnitud de momento.

## Tsunami
En la tarde del 15 de junio de 1896, las comunidades a lo largo de la costa de Sanriku, en el norte de Japón, celebraban una festividad sintoísta y el regreso de los soldados de la primera guerra sino-japonesa. Después de un pequeño terremoto, no hubo preocupación porque fue muy débil y en los meses anteriores también se habían sentido muchos pequeños temblores. Sin embargo, 35 minutos más tarde la primera ola del tsunami azotó la costa, seguida por una segunda pocos minutos más tarde.Los daños fueron especialmente graves porque los tsunamis coincidieron con mareas altas. La mayoría de las muertes se produjeron en Iwate y Miyagi, aunque también se registraron víctimas en Aomori y Hokkaido.
El poder del tsunami fue grande: un gran número de víctimas fueron encontradas con cuerpos rotos o con extremidades faltantes.Como era habitual cada tarde, todas las flotas pesqueras locales estaban en el mar cuando azotó el tsunami. En aguas profundas, la ola pasó desapercibida. Sólo cuando regresaron a la mañana siguiente descubrieron los escombros y los cadáveres.
En Hawái también se midieron olas de hasta 9 metros de altura. Destruyeron muelles y arrasaron varias casas.
Debido a este desastre se acuñó la palabra tsunami.

## Legado
Las medidas costeras preventivas no se implementaron hasta después de que se produjo otro tsunami en 1933. Debido a los mayores niveles de concienciación sobre los tsunamis, se registraron menos víctimas tras el terremoto de Sanriku de 1933.Sin embargo, el terremoto de 2011 provocó un enorme tsunami que provocó miles de muertes en la misma región y el accidente nuclear de Fukushima I.